# 佛通寺

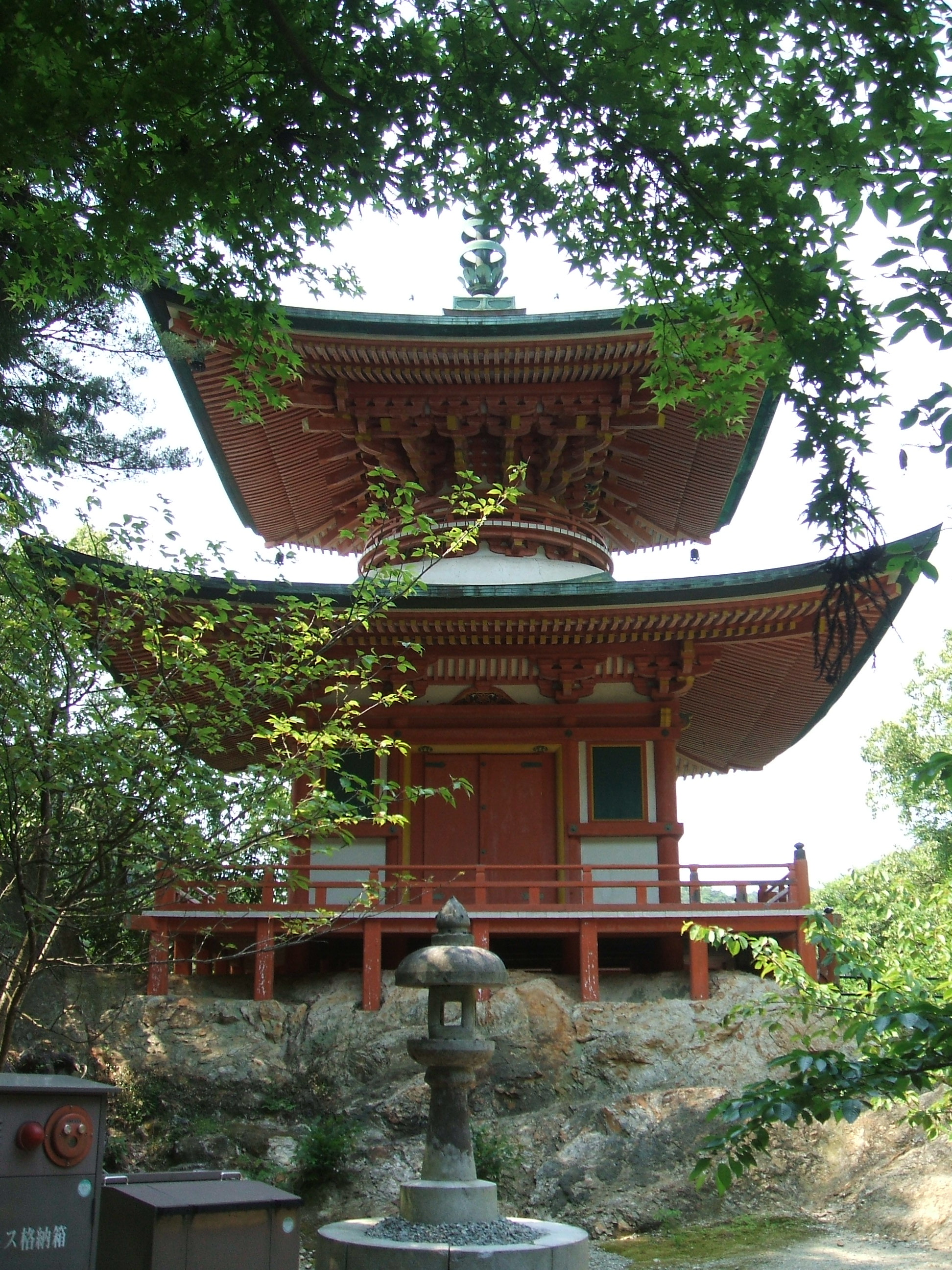
多宝塔

佛通寺（ぶっつうじ）は、広島県三原市にある寺院で、臨済宗佛通寺派の大本山。山号は御許山（おもとさん）。本尊は釈迦如来。中国三十三観音霊場第十二番札所、山陽花の寺二十四か寺第二十一番札所。
紅葉時期の景観はすばらしく、県内屈指の紅葉の名所として多くの参拝者や観光客が訪れている。
御詠歌：わがつみを　お許しうけて　今日よりは　仏にかよう　こころうれしき

## 歴史
佛通寺は、1397年（応永4年）小早川春平の開基、愚中周及の開山により創建された。春平は奉公衆として京都で足利将軍家に仕えており、同僚の那珂宗泰と親しかった。春平は宗泰から、那珂氏の所領にある天寧寺にいる愚中の名声を聞き及び、彼を招いて氏寺を建立することで、南北朝時代の動乱のさなか自立性を強めた一族内の結束を図ろうとした。佛通寺の名は、愚中周及の師である即休契了を勧請開山とし、その諡号「仏通禅師」から取られており、場所は佳き山水の地を選んで建立された。
1409年（応永16年）には後小松天皇から紫衣の着用が許されたが、同年愚中は示寂、以後弟子たちは愚中派として臨済宗の中で一派を形成した。1441年（嘉吉元年）足利将軍家の祈願所となり、小早川氏のほか毛利氏の保護も受けの帰依を受けて、最盛期には塔頭88、西日本に末寺約3000寺に上ったという。しかし、応仁の乱以降寺勢は衰え、小早川隆景の代でやや盛り返すも、その後の権力者の変転の中で取り残されていった。
明治維新後は、上地により寺領を失い、諸堂は荒廃していった。1876年（明治9年）に臨済宗各派が独立すると天龍寺派に属したが、浅野氏の外護により、同年に含暉院が再興されその後は地蔵堂が改修され三門が建てられた。そして1905年（明治38年）には天龍寺から独立して臨済宗佛通寺派を称し、その本山となった。また、日中戦争前には、陸軍軍人・作家の杉本五郎が精神修養のために同寺へ足繁く訪れていた。

## 伽藍
- 法堂[2]　仏殿を兼ねる。寛政8年（1796年）の火災の後、広島藩主浅野氏の外護によって文化文政年間（1804-1830）に建立された。本尊は宝冠釈迦坐像、脇侍に文殊菩薩・普賢菩薩が祀られている。天井には菅南山筆の雲龍図が描かれている。

- 大方丈「降魔殿」[3]　本尊は十一面観音像で、中国三十三観音霊場第十二番札所となっている。
- 庫裡[4]
- 小方丈[5]
- 禅堂[6]
- 鐘楼[7]
- 宝蔵[8]
- 経蔵[9]
- 開山堂[10]　内部には佛通禅師と大通禅師の木像と石造宝きょう印塔が安置されている。
- 地蔵堂（重要文化財）[11]　開山堂に並んで建っている。応永13年（1406年）建立で、開創当時のまま残る建物である。桁行き３間、梁間３間、一重宝形造り本瓦葺き。内部には地蔵菩薩坐像を安置する。

- 茶室[12]
- 大書院[12]

## 文化財

### 重要文化財（国指定）
- 佛通寺含暉院地蔵堂 附:須弥壇 - 応永13年（1406年）建立。含暉院の仏殿として建立。様式は折衷様で、桁行3間、梁行3間の一重宝形造、本瓦葺（元は茅葺）。
- 絹本著色大通禅師像 附:紙本墨書大通禅師墨蹟（1407年（応永14年））、紙本墨書大通禅師消息（1408年（応永15年）） - 大通禅師像は14-15世紀の作。愚中周及自身の賛によると、「前作州太守天心順公居士」こと小早川春平のために着算された。図様は、右手で自身の頭頂部を撫でるという、「頂相としては極めて特異な姿で描かれている。姿も黒衣に褐色の袈裟、節だらけの自然木の曲彔（椅子）に座し、像主の質素な暮らしぶりを思い起こさせる。墨跡は示寂する2年前に書かれ、同じ内容のものが他にもある。消息は寺の政所宛で、京都を離れたらそのうち佛通寺に帰ろうと思うのだが、足利義持の意を受けた小早川則平（春平の子）の策略で叶いそうもない、寺のことは覚隠真知に申し付けるので諸事相談するよう述べる。義持は愚中を極力京都近郊に留めようとしており、愚中はこの後佛通寺には帰れなかった[13]。

### 広島県重要文化財
- 木造佛通禅師坐像
- 木造大通禅師坐像
- 紺紙金泥細字法華経 附:木製漆塗六角経幢
- 佛通寺文書
- 佛通寺正法院文書
- 金剛般若波羅蜜経版木
- 延命地蔵菩薩経版木

### 登録有形文化財
- 多宝塔 - 開山堂脇に立つ。昭和初期の建築で、軒周辺の材料に反りをもたせせ、整った塔姿が特徴の近代の多宝塔。

### 広島県天然記念物
仏通寺のイヌマキ（ぶっつうじのいぬまき）は広島県指定天然記念物（1961年11月1日指定）。参道正面左側、県道50号線と佛通寺川に架かる巨蟒橋の間にある。樹高約20ｍ、胸高幹囲3.52ｍのイヌマキ（犬槇、学: Podocarpus macrophyllus）の巨木。雌株。仏通寺開山の愚中周及禅師のお手植と伝わる。

## 主な行事
- 春季開山忌（佛通禅師忌）4月15・16日に行われる開山愚中周及の師、佛通禅師（即休契了）の忌日の法要。
- 秋季開山忌（大通禅師忌）9月24・25日に行われる開山愚中周及の忌日の法要。多くの参拝者で賑わう。

## 画像

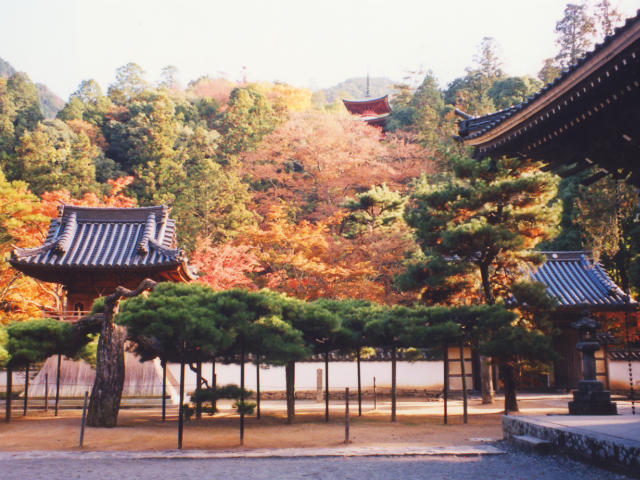
境内
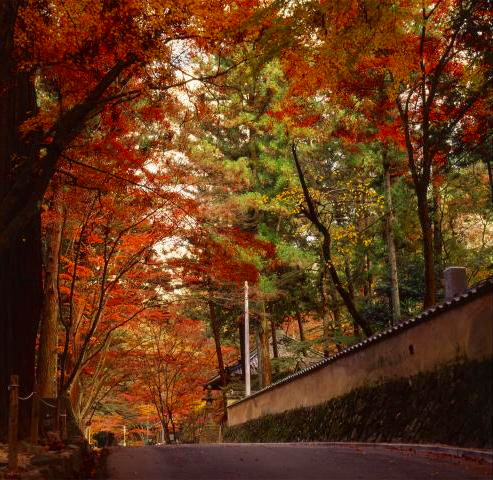
紅葉
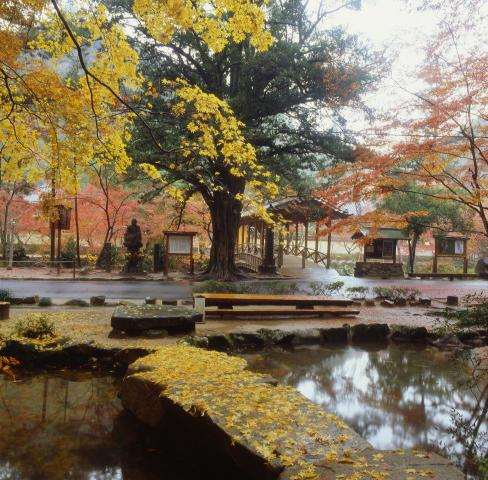
紅葉した境内
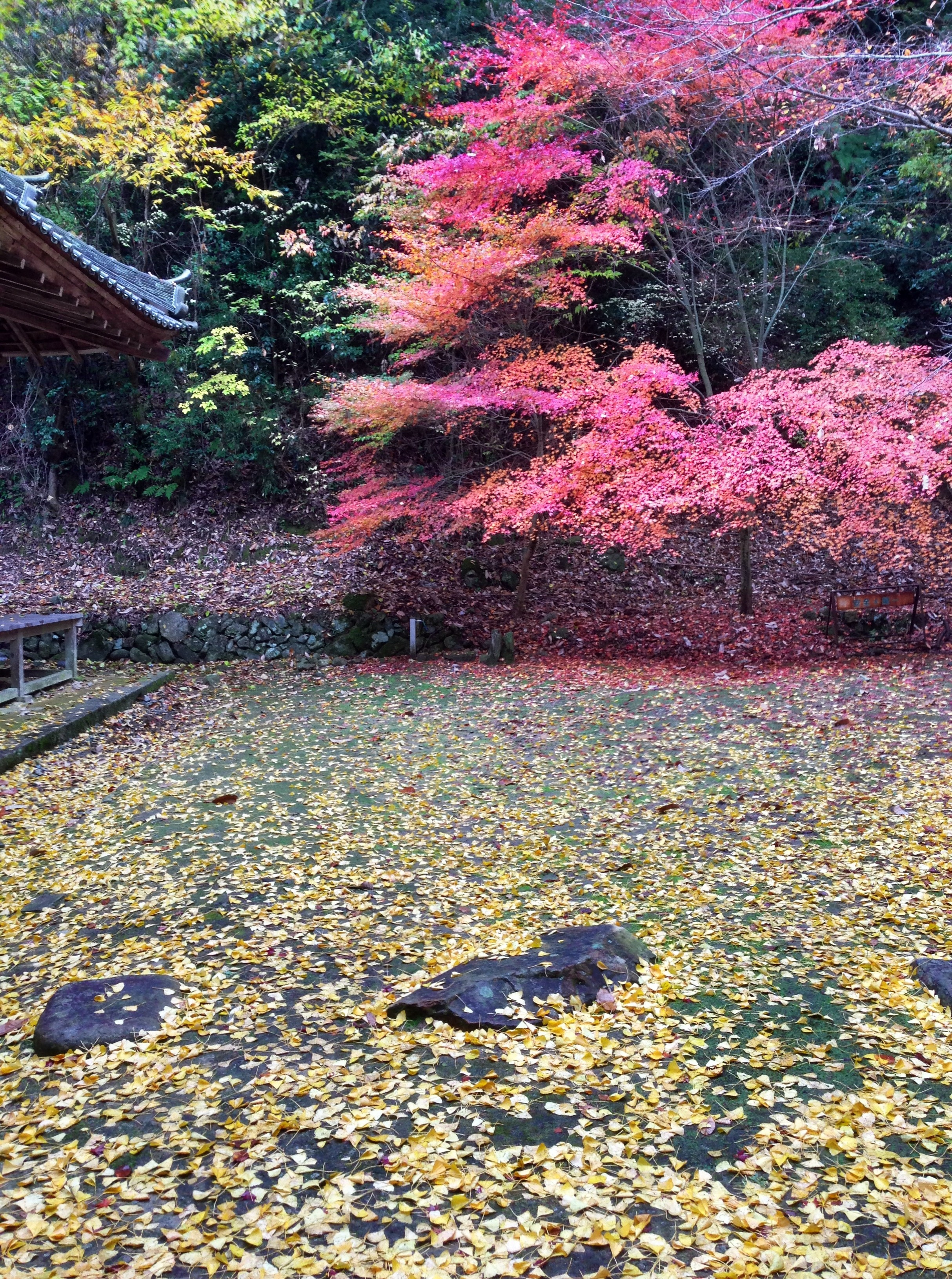
開山堂横の広場
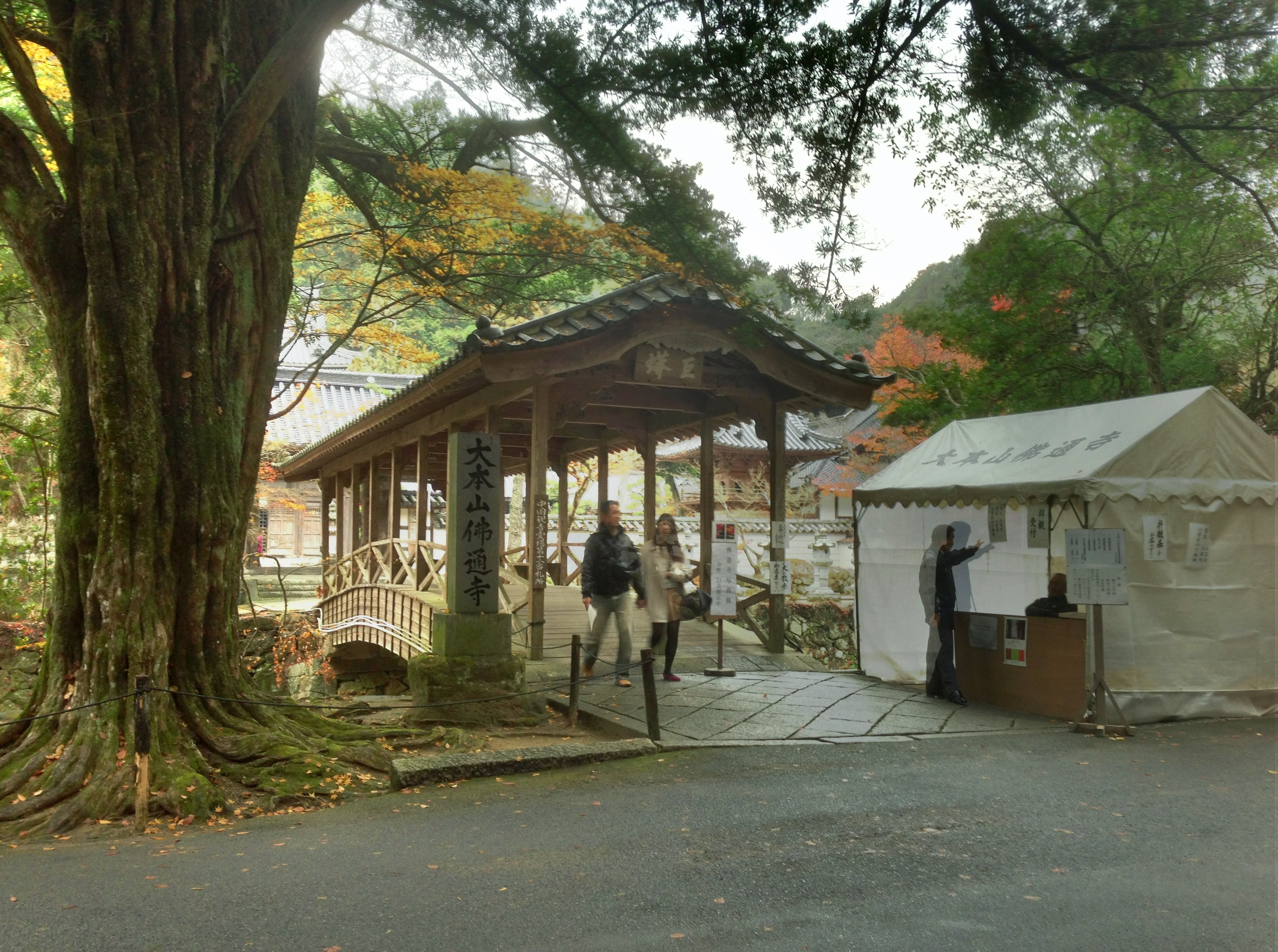
正門。脇の巨木が天然記念物のイヌマキ
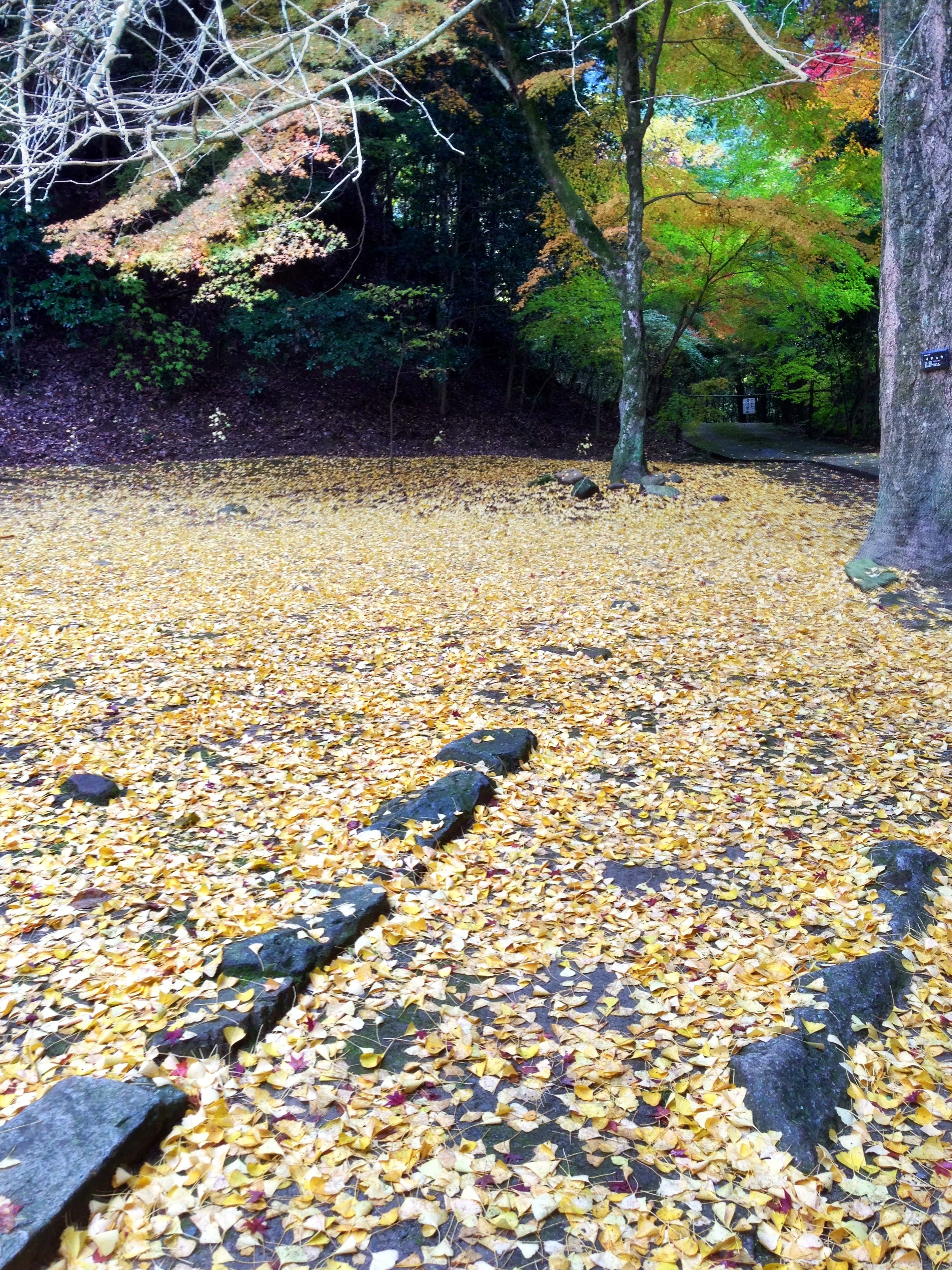
開山堂横のイチョウ
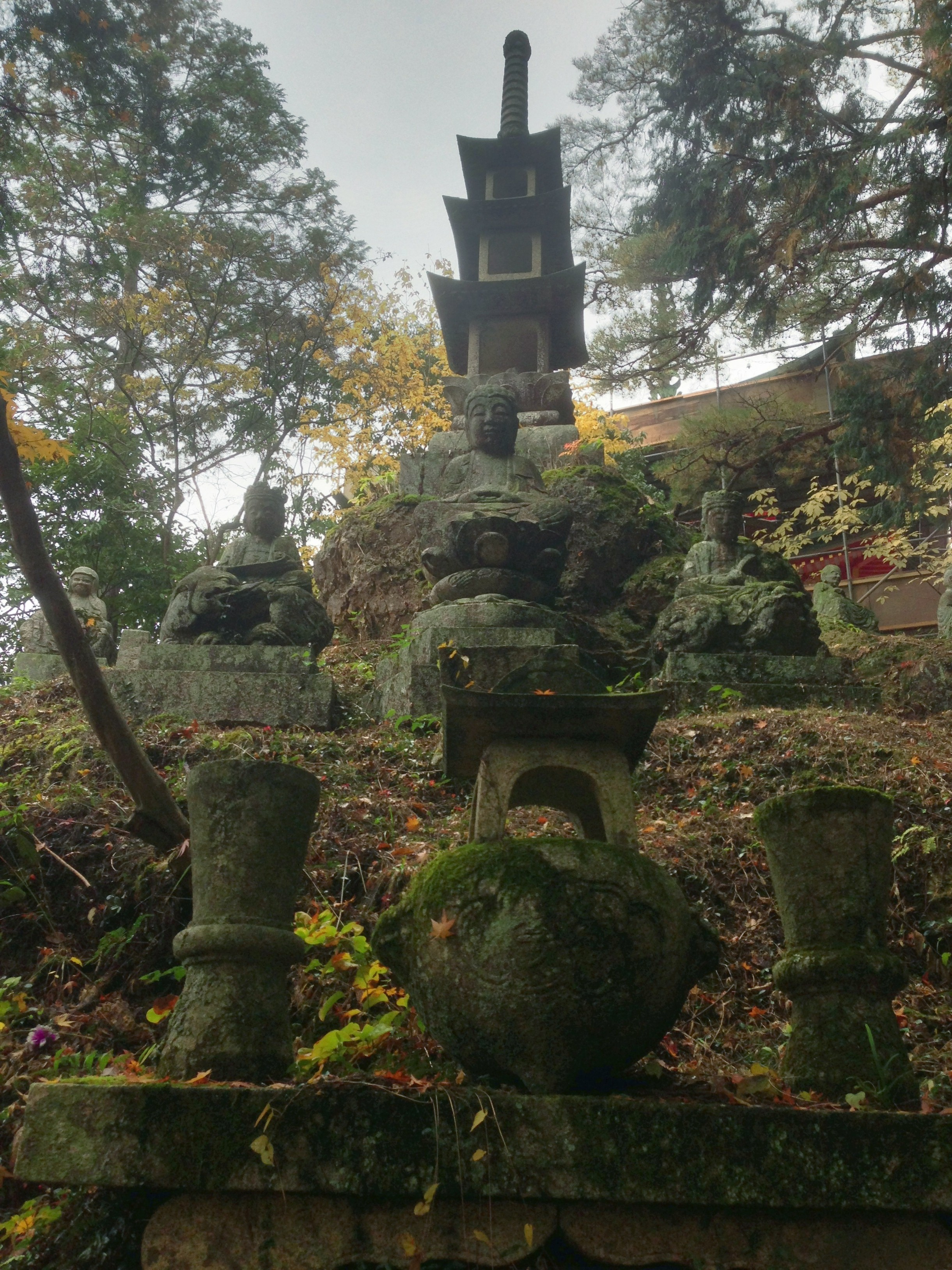
石像

## 前後の札所
中国三十三観音霊場
11 向上寺 -- 12 佛通寺 -- 13 三瀧寺
山陽花の寺二十四か寺
20 千光寺 -- 21 佛通寺 -- 22 棲眞寺